# Movimiento de independencia de la India

Símbolo ampliamente utilizado por los independentistas indios durante el gobierno provisional de Azad Hind.

La independencia de la India consistió en revoluciones que comenzaron en 1857 y que llegaron a su fin bajo el liderazgo de Mahatma Gandhi entre 1942 y 1947, así como con la invasión  fuera a la India británica por el Ejército Nacional Indio comandado por Subbash Chandra Bose durante la Segunda Guerra Mundial. La independencia finalmente se consiguió el 15 de agosto de 1947.

## Campaña fuera de la India
"Movimiento de Independencia" es bastante difuso, pues abarca diferentes movimientos con similares objetivos. El principal de ellos fue canalizado a través del Partido Nacional del Congreso, que siguió la prédica de Gandhi de protesta no violenta y desobediencia civil. También participaron en dicho movimiento Sardar Vallabhbhai Patel y Jawaharlal Nehru. Otros líderes como Subhash Chandra Bose adoptaron una posición militar hacia la independencia.
La independencia de la India sirvió como un catalizador para movimientos similares en otras partes del mundo, lo que produjo la desintegración del imperio británico. Los británicos se establecieron en India en 1619, pero no fue sino hasta 1757 cuando el ejército británico comandado por Robert Clive derrotó al nabab de Bengala, estableciendo en esta región a la Compañía Británica de las Indias Orientales, la cual regentó la colonia británica en el subcontinente indio por cien años. Tras la mencionada batalla los británicos adquirieron derechos sobre Bengala, Bihar y posteriormente sobre Orissa en 1795, tras su victoria en la (batalla de Buxar). Las causas fueron diversas, pero el elemento más significativo era las diferencias étnicas y culturales cada vez más pronunciadas entre los soldados indios, conocidos como cipayos y los oficiales británicos. La razón específica que desencadenó la rebelión fue el supuesto uso de grasa de vaca o de cerdo en cartuchos para el rifle Enfield que había sido introducido en el ejército británico en 1857 en India. Para poder utilizar los cartuchos había que romper una membrana con los dientes y los soldados indios consideraban que el uso de la grasa animal era ofensivo a sus creencias religiosas. Si bien los británicos desmintieron que la grasa fuese de origen animal y hasta trataron de reemplazar los cartuchos con otros nuevos cuya grasa fuese elaborada por los mismos cipayos, el rumor no se desvaneció.

### Mangal Pandey y la marcha sobre Delhi
En marzo de 1857, Mangal Pandey, un soldado del regimiento 34 de Infantería, atacó a un sargento británico e hirió a su ayudante. Cuando el general Hearsay ordenó a un oficial indio la captura del soldado, este se negó. Una vez apresado el soldado fue ahorcado junto  el oficial indio el 7 de abril.
El 10 de mayo de 1857 los regimientos de cipayos 11 y 20 de Caballería se rebelaron contra los oficiales británicos y marcharon contra Delhi. Allí se le unieron otros regimientos y civiles indios. Atacaron y capturaron el palacio donde residía Bahadur Shah Zafar, el último emperador de la dinastía Mogol, quien fue restaurado en su trono. 
Por aquellas fechas en Jhansi, los cipayos se rebelaron y mataron a oficiales británicos. En 1858, cuando los británicos marcharon contra Jhansi, la Raní Lakshmi Bai, reina de Jhansi, enfrentó a los británicos con un ejército de 14 000 voluntarios. La lucha duró dos semanas, venciendo los británicos. La reina escapó a la fortaleza de Kalpi, desde donde siguió predicando la rebeldía contra los británicos. Las fuerzas rebeldes lograron capturar Kanpur y los británicos pusieron una recompensa de 20 000 rupias por la captura de la Raní Lakshmibai.

### Respuesta británica

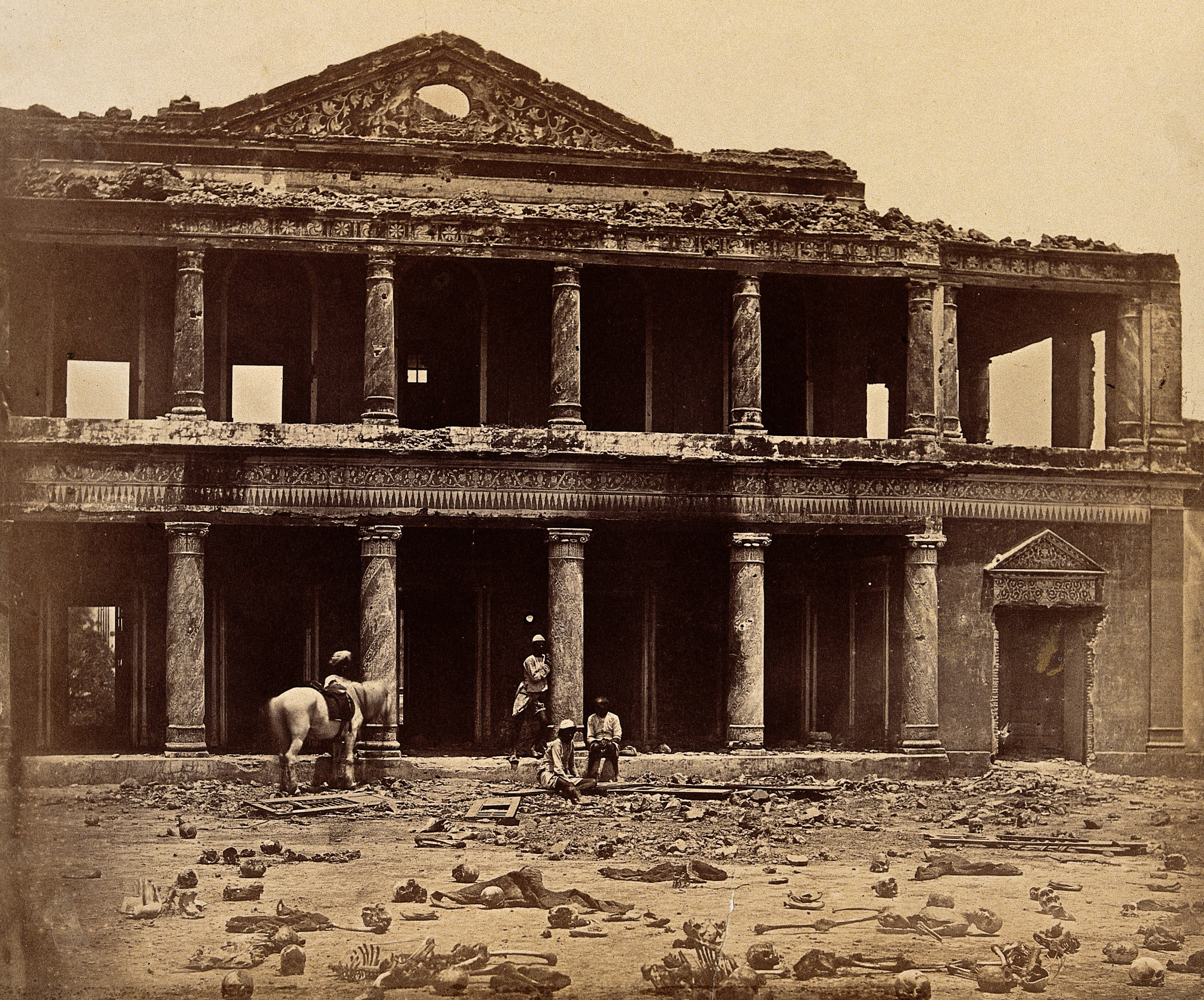
Secundra Bagh después del ataque británico.

Si bien los británicos fueron inicialmente lentos en responder a la rebelión, paulatinamente fueron alcanzando victorias sobre los cipayos. En una marcha hacia Delhi que duró dos meses.
La guerra de 1857 fue un punto decisivo en la historia moderna de India. La Compañía Británica de la India Oriental fue abolida e India pasó a ser administrada directamente por la Corona británica, gobernada por un Virrey. Al proclamar el nuevo régimen en India la Reina Victoria prometió a los indios el mismo trato bajo la ley que a los británicos, pero la semilla de la desconfianza había germinado en los indios.
Los británicos se embarcaron en un programa de reformas tratando de integrar a los indios de castas altas y regentes en el gobierno. Se decretó la tolerancia religiosa y se admitieron a los indios en el Servicio Civil, aunque principalmente en el papel de subordinados. Por otra parte, se aumentó el contingente de tropas británicas y únicamente éstas estaban autorizadas a manejar piezas de artillería.
El emperador Bahadur Shah fue exiliado a Birmania, donde falleció en 1862 dando fin a la dinastía Mogol. En 1877 la reina Victoria fue proclamada emperatriz de India.

## Movimientos emergentes
Las décadas que siguieron a la rebelión de los cipayos se caracterizaron por una gran actividad política, lo cual se tradujo en manifestaciones de opinión pública por parte de los indios y el surgimiento de diferentes líderes a nivel nacional y provincial, tal es el caso de Bhagat Singh, Rajguru y Sukhdev.
Las influencias socio-religiosas también jugaron un papel preponderante, considerando el importantísimo papel que las creencias religiosas tenían sobre el ciudadano indio. La organización hindú Arya Samaj inició reformas sociales significativas al tiempo que contrataba la propaganda misionera cristiana. El trabajo realizado por Dayananda Sarasvati fue fundamental en crear orgullo y patriotismo entre los indios comunes. Raja Ram Mohan Roy fue otro de los pioneros en las reformas sociales de la India, combatiendo el sati, la ignorancia y el analfabetismo.
Las reformas religiosas y el orgullo nacionalista fueron piezas fundamentales en el movimiento independentista. Individuos como Swami Vivekananda, Ramakrishna Paramhansa, Sri Aurobindo, Bankim Chandra Chatterjee, Sir Syed Ahmed Khan, Rabindranath Tagore y Dadabhai Nauroji practicaron el proselitismo nacionalista rejuveneciendo las instituciones políticas. Estos líderes lograron inculcar el orgullo en los indios, demandando libertades políticas y sociales. Fueron, en realidad, quienes encendieron la llama de la pasión por la educación y logros en diferentes actividades en millares de indios, así como la búsqueda de la independencia.
En 1885 en Bombay, 73 delegados indios, inspirados en una sugerencia de A.O. Hume, un británico jubilado del Servicio Civil, se reunieron y formaron el Partido Nacionalista del Congreso. Pertenecían principalmente miembros de las castas altas y eran en su mayoría individuos educados en Occidente, profesionales en abogacía, periodismo y la enseñanza. Habían adquirido experiencia política a nivel regional, donde habían ocupado diferentes posiciones en los concejos provinciales, universidades y comisiones especiales.
Al principio, el nuevo partido no tenía una ideología bien definida, así como tampoco muchos recursos para sobrevivir como una organización política. Funcionaba, en realidad, más bien como una sociedad de debate que se reunía anualmente expresando su lealtad al Raj británico y emitía resoluciones sobre materias poco cruciales o poco controvertidas, como eran algunos derechos civiles u oportunidades de empleo de indios en el Servicio Civil. Si bien estas resoluciones eran presentadas al virrey y finalmente al parlamento británico, los logros del Partido del Congreso fueron al principio muy modestos. A pesar de proclamar que el partido representaba a toda India, lo cierto es que sus mensajes reflejaban más los intereses de las elites urbanas, lo cual era de esperarse, pues eran contados los miembros del partido que provenían de otras clases.
En el año 1890, si bien el Partido de Congreso había logrado grandes avances como una organización política que abarcaba toda la India, su éxito se vio disminuido al no lograr atraer a las masas musulmanas, quienes percibían que su representación en la arena política y en el Servicio Civil era insignificante. Los ataques de los hindúes reformistas contra las conversiones religiosas, la matanza de vacas o la preservación del idioma Urdu árabe, profundizaron las diferencias entre hindúes y musulmanes, los cuales ahondaron su creencia de tratarse de una minoría con un estatus inferior a los hindúes y, por ende, no representados en forma alguna por el partido del Congreso. Fue entonces que Sir Syed Ahmed Khan lanzó un movimiento para agrupar a los musulmanes que culminó en 1875 en la fundación del Colegio Muhammadhan Anglo-Oriental en Aligarh, Uttar Pradesh. Esta institución fue posteriormente llamada Universidad Musulmana de Aligarh en 1921. Su objeto fue educar a los estudiantes de altos recursos enfatizando la compatibilidad del Islam con el conocimiento moderno occidental. Sin embargo, la diversidad entre los musulmanes indios era de tal magnitud, que fue imposible lograr una unión cultural e intelectual entre ellos.

### Partición de Bengala
En 1905, Lord Curzon, Virrey y Gobernador General de la India (1899-1905) ordenó la partición de la provincia de Bengala para mejorar la eficiencia en la administración de esa grande y poblada región, donde los intelectuales hindúes ejercían ya una importante influencia sobre la política de este lugar. La partición creó dos provincias; Bengala del Este y Assam con la capital en Daca y Bengala del Oeste con su capital en Calcuta, que también era la sede del gobierno británico en la India. La rapidez o/y falta de planificación con que se llevó a cabo esta separación despertó la ira de los Bengalíes. No sólo los británicos no habían consultado a los indios sobre este tema, sino que también se veía esta acción como un movimiento de "dividir y vencer". Comenzaron las manifestaciones y las denuncias en la prensa. Por su parte el Partido del Congreso abogó por el boicot a los productos británicos.
El boicot del Partido del Congreso fue tan exitoso que desató sentimientos antibritánicos no experimentados desde la rebelión de los cipayos. Un ciclo de violencia y represión se inició en varias partes del país. Los británicos trataron de apaciguar los ánimos anunciando reformas en 1909 y designando a algunos moderados indios en los concejos imperiales y provinciales. Una comisión musulmana se reunió con el Virrey, Lord Minto (1905-1910) tratando de lograr concesiones sobre las reformas constitucionales introducidas. En ese mismo año se fundó la Liga Musulmana de India para promover la lealtad a la Gran Bretaña y obtener derechos civiles para los musulmanes, lo cual lograron al incrementarse el número de oficiales indios electos en la Ley de los Concejos de la India de 1909. La Liga Musulmana insistió en su separación del Congreso dominado por los hindúes, considerándose como una nación dentro de una nación.
En lo que se consideró como un gesto de buena voluntad, el rey Jorge V visitó la India, y aprovechó la ocasión para anunciar la reversión de la medida de partición de Bengala y el traslado de la capital de la India de Calcuta a una nueva ciudad que se iba a construir al sur de Delhi y se llamaría Nueva Delhi.

## La Primera Guerra Mundial

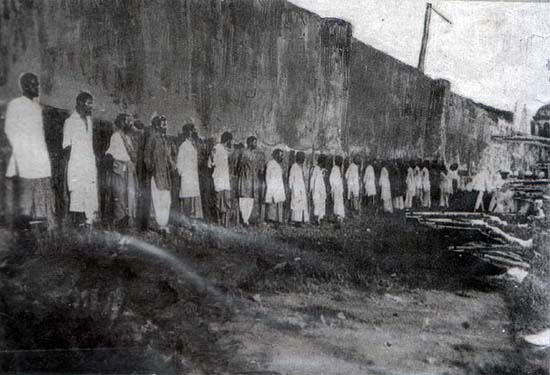
Ejecuciones públicas de amotinados convictos del 5.º Regimiento de Infantería Ligera en Outram Road, Singapur, alrededor de marzo de 1915.

La Primera Guerra Mundial comenzó con un movimiento probritánico muy contrario a la percepción que se tenía hasta entonces de la actitud negativa de los indios hacia el Reino Unido. Más de 1,3 millones de soldados y trabajadores indios sirvieron en Europa, África y el Medio Oriente, mientras que el gobierno indio y los príncipes contribuyeron con cuantiosos envíos de suministros, alimentos, dinero y municiones. Pero esta buena voluntad se transformó en agravio debido a la altas bajas sufridas por los indios, el aumento en los impuestos, una epidemia de influenza que se extendió por toda la India y las pérdidas en el comercio del país que afectaron seriamente su economía, agravando la situación de su población. El movimiento nacionalista surgió nuevamente y el Partido del Congreso logró en 1916, mediante el Pacto de Lucknow, una alianza temporal con la Liga Musulmana, la cual contemplaba concesiones en cuanto al poder político de los musulmanes y el futuro del Islam sobre la región. 
Los británicos por su parte adoptaron una política de reconocimiento de la ayuda prestada por India en la guerra otorgando ciertas concesiones. En agosto de 1917, Edwin Montagu, el secretario de estado para India, hizo un histórico pronunciamiento en el Parlamento británico expresando que la política hacia India era la de otorgar autonomía gradual a sus instituciones con vistas a lograr un gobierno indio que formara parte integral del imperio británico. Esta declaración se materializó en la Ley del Gobierno de India de 1919 en la cual se contemplaba una dualidad en la administración o diarquía, mediante la cual concejales indios electos por votación y oficiales británicos designados por la corona compartirían la administración de la India británica. 
La mencionada ley también expandía las legislaturas centrales y provinciales. La diarquía introdujo considerables cambios a nivel provincial. Un número de ministerios considerados como no cruciales, tales como agricultura, gobierno provincial, sanidad, educación y obras públicas pasaron a manos de los indios. Los británicos se reservaron el derecho de administrar materias más sensibles tales como finanzas, impuestos y el mantenimiento de la ley y el orden.

## La Ley Rowlatt y sus consecuencias
El impacto positivo de las reformas adoptadas se vio seriamente afectado en 1919 por la Ley Rowlatt. Esta ley contenía una serie de recomendaciones ante el Consejo Legislativo Imperial elaboradas por una Comisión denominada Rowlatt, la cual había sido creada para investigar la posible existencia de una conspiración sediciosa. Mediante esta ley se invistió al Virrey con extraordinarios poderes para reprimir cualquier acto que pudiese ser considerado como sedicioso. Estos poderes incluían el silenciar la prensa, detener a activistas políticos sin orden judicial y arrestar a cualquier persona que fuese sospechosa de rebeldía. En protesta se llamó a una huelga general en el país, la cual fue el inicio de un creciente descontento con el poder colonial.
La agitación reinante trajo funestas consecuencias, particularmente el 13 de abril de 1919 en lo que es conocida como la Masacre de Amritsar en Panyab, cuando el comandante militar británico, el general de Brigada Reginal Dyer ordenó disparar contra un grupo de 10 000 indios, quienes se habían congregado en un jardín amurallado llamada Jallianwala Bagh, para celebrar el festival hindú de Baisakhi, sin ser conscientes de la existencia de una orden marcial. Los muertos ascendieron a 379 y los heridos 1137, todo lo cual echó por tierra la esperanza de la autonomía india y la buena voluntad de los indios hacia los británicos después de la Guerra Mundial.

## La Generación de Gandhi

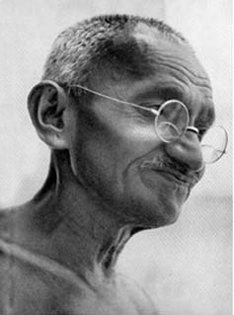
Mahatma Gandhi.

La ruta hacia la independencia de India, la trazó Mahatma Gandhi. Nacido en Porbandar y educado en Gran Bretaña, comenzó su carrera como un tímido abogado con una modesta clientela. Su carrera legal, sin embargo, duró poco tiempo, por cuanto prontamente comenzó su lucha por las causas de los indios en Sudáfrica. Gandhi había aceptado una invitación en 1893 para representar a los trabajadores indios en Sudáfrica, lugar donde vivió cerca de veinte años. La lucha de Gandhi en Sudáfrica se extendió más allá de lograr mejoras para los trabajadores indios. Su principal misión fue la de eliminar la discriminación racial contra los indios y el trato abusivo que recibían los trabajadores por parte de los patronos. Después de varios meses de protestas no violentas y el arresto de miles de trabajadores indios, el regente de Sudáfrica, el general Jan Smutts, liberó a los prisioneros y abolió la legislación que permitía el abuso a los trabajadores. El joven y tímido abogado se convirtió en un verdadero revolucionario. Su éxito en Sudáfrica abrió las esperanzas por una acción similar en India.
En 1915, regresó a India. Para aquel entonces Gandhi todavía no abogaba por la total independencia de India. De hecho a su regreso declaró que siendo un ciudadano del imperio británico, al cual exigía libertad y protección, sería erróneo de su parte no acudir a la defensa del Imperio en la Primera Guerra Mundial.
El mentor de Gandhi fue el veterano político del Partido del Congreso Gopal Krishna Gokhale, con el cual viajó extensamente a través del país durante varios años, conociendo en esta forma las diferentes provincias, ciudades y pueblos de India, así como su cultura, su gente, su forma de vida y sus problemas.
Las ideas y estrategias de Gandhi en relación con la desobediencia civil no eran bienvenidas al principio entre los políticos, por considerarlas imprácticas. Gandhi era de la creencia que la desobediencia civil era el arma más efectiva para repeler leyes amorales e injustas, pero para lograrlo era necesario recurrir a manifestaciones no violentas y retirar toda cooperación con un estado corrupto. Esta estrategia llamada "satyagraha" inspiró a millones de indios cuando fue utilizada después de la masacre de Amritsar.
En Champaran, Bihar, Gandhi abogó por la causa de campesinos indios, desposeídos de tierras y obligados a cultivar productos que no eran los que necesitaban para su subsistencia, recibiendo una irrisoria remuneración por su trabajo. Para esta época Gandhi había ya abandonado su vestimenta occidental, utilizando chales a la usanza india.
La simplicidad de Gandhi electrizó a millones de indios pobres y comunes. Era uno de ellos y se esforzaba en diferenciarse de las clases elitistas. Cuando fue arrestado por la policía causó una protesta masiva en Bihar y el gobierno británico se vio obligado a liberarlo y acceder a las demandas de los campesinos por los cuales él abogaba. Sus logros fueron el libre cultivo del producto que eligieran los campesinos, la reducción en los impuestos y el pago adecuado por las cosechas.
Fue esta victoria en Champaran que le dio el título de Mahatma o "Alma Grande". No fue un título dado por los periódicos o los observadores, sino por los millones de indios que lo aclamaban por donde fuera.
En 1920, bajo el liderazgo de Gandhi, el Congreso fue reorganizado y se elaboró una nueva constitución, cuyo objetivo final era el "swaraj", es decir la independencia. La membresía en el partido fue abierta para cualquiera que estuviera dispuesto a pagar una suma nominal y la jerarquía de los diferentes comités fue establecida en una forma responsable y disciplinada. De esta forma el partido fue transformado de una organización elitesca en un movimiento nacional que atrajo la participación de millones de indios.
Gandhi también enfatizaba que el movimiento que él dirigía no estaba en contra del pueblo británico, sino de un sistema de administración que consideraba injusto. Decía Gandhi que los oficiales y líderes británicos eran simplemente seres humanos y tan capaces de incurrir en la intolerancia, racismo y crueldad que cualquier ciudadano indio o cualquier otro ser humano. El castigo por estos pecados estaba en las manos de Dios y no era la misión del movimiento hacia la libertad. Pero la liberación de 350 millones de personas sometidas a un régimen colonial y tiránico sí era un objetivo.
Durante su primera "satyagraha" a nivel nacional, Gandhi abogó por boicotear las instituciones educacionales británicas, las cortes y los productos; también renunciar a cualquier cargo en el gobierno colonial; negarse a pagar impuestos y desconocer cualquier título británico.
A pesar de que el movimiento había surgido un poco tarde para influir sobre la ley del Gobierno de la India de 1919, la magnitud del desorden fue enorme y presentó un verdadero reto al régimen británico. Más de 10 millones de indios se unieron a la protesta, siguiendo las directrices de Gandhi en muchas ciudades y en miles de pueblos en la India. Pero Gandhi se vio obligado a tomar una difícil decisión y paró el movimiento ante el brutal asesinato de un policía en Chauri Chaura por un grupo de agitadores. Gandhi se vio profundamente conmovido por este acto y temió por la falta de control que pudiera surgir sobre las masas, lo cual convertiría el movimiento por la libertad en una orgía sangrienta y caótica de violencia, que pondría en peligro las vidas de los británicos y la de los indios bajo la inevitable represalia británica. Pensaba que los indios requerían de mayor disciplina y que debían entender que el movimiento no iba en contra de las personas, sino el exponer a la luz pública la crueldad y discriminación existente en la India. Gandhi no solo espera cambios en las actitudes de los indios, sino también en la de los británicos, de forma que se pudieran romper las cadenas de racismo y colonialismo del Imperio.
En 1922 fue puesto preso por dos años. A su salida de la prisión se estableció en Ahmedabad, a las orillas del río Sabarmati, donde fundó un periódico llamado "Joven India".
Los líderes emergentes del Partido del Congreso como Jawaharlal Nehru, Vallabhbhai Patel y Subhashs Chandra Bose, se convirtieron en seguidores de Gandhi, expresando sus aspiraciones nacionalistas. En los años de 1920, el espectro político de la India se amplió con el surgimiento de nuevos y moderados partidos políticos, tales como el Partido Swaraj, Hindu Mahasabha, el Partido Comunista y el Rashtriya Swayemsevak Sangh. Las organizaciones regionales, por otra parte, siguieron represando los intereses no brahmanes de Madrás, Mahars en Maharashtra y los sijes en Panyab.

## La Marcha Gandhi y el movimiento de desobediencia civil
Gandhi era un ferviente partidario de la resistencia pacífica, y estaba convencido de que “la no violencia es la mayor fuerza a disposición de la humanidad. Es más poderosa que el arma de destrucción más poderosa concebida por el ingenio del hombre”
El gobierno británico encomendó a sir John Simon encabezar una comisión cuyo objetivo era introducir reformas constitucionales adicionales en la India. Las recomendaciones de esta comisión fueron, sin embargo, rechazadas por los partidos políticos indios los cuales se reunieron en mayo de 1928 en Bombay para redactar una constitución para la India, trabajo que fue encomendado a un comité encabezado por Motilal Nehru. Posteriormente el Partido del Congreso reunido en Calcuta solicitó formalmente al gobierno británico la designación de India con un estatus de Dominio dentro del Imperio, semejante al concedido a Canadá, fijando como fecha tope para ello diciembre de 1929. De ser rechazada esta petición la India iniciaría una etapa de total desobediencia al gobierno y leyes británicas. En una sesión histórica en Lahore en diciembre de 1929, el Partido del Congreso bajo el liderazgo de Jawaharlal Nehru adoptó una resolución hacia la consecución de total independencia para India, autorizando a sus miembros a iniciar el movimiento de desobediencia civil a lo largo y ancho del país. Se decidió que el 26 de enero de 1930 se celebraría el día de la independencia en toda la India, al cual se acogieron un gran espectro de partidos de muy diferentes tendencias.
Por su parte Gandhi salió de su larga reclusión organizando su más famosa campaña, que fue la marcha de la sal o marcha Dandi, de 400 km, desde su comuna en Ahmedabad a Dandi, en la costa de Guyarat desde el 12 de marzo al 6 de abril de 1930. La marcha se realizó en protesta contra los impuestos sobre la sal y Gandhi y sus seguidores, desafiando las leyes británicas, comenzaron a elaborar su propia sal utilizando el agua del mar.
En abril de 1930 la violencia se desató en Calcuta. Aproximadamente 100.000 personas fueron apresadas en el curso del movimiento de desobediencia entre 1930 y 1931. Mientras Gandhi permanecía en prisión, se llevó a cabo una Conferencia en Londres en noviembre de 1930, sin que el Partido del Congreso estuviese representado. La prohibición sobre este Partido fue levantada por los estragos económicos que la desobediencia civil predicada por Gandhi estaba causando. Gandhi fue liberado, junto con otros dirigentes indios en enero de 1931.
En marzo de 1931 se estableció el pacto Gandhi-Irwin en donde el gobierno acordó liberar a todos los prisioneros políticos, a la vez que Gandhi acordó discontinuar la campaña de desobediencia civil y participar como el único representante del Partido del Congreso en la segunda Conferencia, la cual se realizó en Londres en septiembre de 1931. Sin embargo, la Conferencia no fue exitosa. Gandhi regresó a India para reiniciar su campaña de desobediencia civil, lo cual se llevó a cabo hasta enero de 1932.
En los años siguientes, el Partido del Congreso y el gobierno se enfrentaron en diferentes conflictos y negociaciones hasta que se logró la Ley del Gobierno de India en 1935. Para aquella fecha la brecha entre el Partido del Congreso y la Liga Musulmana habían llegado a diferencias infranqueables. La Liga Musulmana cuestionaba la legitimidad del Partido del Congreso de representar al pueblo de India, mientras que este último afirmaba que la Liga Musulmana no era la voz autorizada de los musulmanes indios.

## Actividades revolucionarias

### Bhagat Singh
A medida que las voces en el Congreso se hacían más estridentes, los británicos crearon una comisión encabezada por Sir John Simon quien recomendó reformas constitucionales dirigidas a una mayor autonomía para el gobierno de India. Sin embargo, los británicos no incluyeron a ningún miembro indio en dicha comisión, lo que enfureció a los políticos indios y la comisión fue boicoteada en todo el país.
En Lahore, Lala Lajpat Rai y Pandit Madan Mohan Malaviya encabezaron una marcha pacífica en protesta contra la comisión. Fuerzas policiales enfrentaron a la manifestación y un oficial llamado Scott golpeó varias veces a Lala Lajpat Rai, quien falleció a consecuencia de la golpiza.
Bhagat Singh, un joven marxista de Panyab, juró tomar venganza y con la ayuda de otros disidentes planearon asesinar a Scott. Sin embargo, en lugar de matar a Scott, asesinaron a un oficial llamado Sanders, aparentemente por confusión de identidad.
A consecuencia de la muerte del oficial británico, las medidas represivas se incrementaron, autorizando el arresto de personas sospechosas y represión de cualquier tipo de demostraciones callejeras. El 8 de abril de 1929 en una asamblea en la que se iría a discutir la ley de Defensa de la India, Bhagat Singh y otro disidente Batukeshwar Dutt detonaron una bomba en La Asamblea Central de Delhi, siendo arrestados, obteniendo por otra parte gran publicidad para la causa de la libertad de la India. Singh fue juzgado y declarado culpable y ahorcado el 23 de marzo de 1931.

### Actividades revolucionarias en Bengala
Surya Sen, un revolucionario del distrito de Chittagong en Bengala, lo que es actualmente Bangladés, era el presidente del Partido Nacional del Congreso en esa región. En 1923, estableció grupos revolucionarios bajo el nombre de Jugantor o Nueva Era, llevando a cabo una guerra de guerrillas en contra objetivos británicos, entre ellos la línea ferroviaria Assam-Bengala. El 18 de abril de 1932, atacaron el arsenal británico de Chittagong, pero no lograron su objetivo de apoderarse de las armas al ser repelido por los británicos.
El 23 de septiembre atacó el Club Europeo, el cual tenía un notorio letrero que decía “No se admite la entrada de indios o perros”. El ataque no fue totalmente exitoso y el líder de los atacantes se suicidó al ser rodeado por los defensores del lugar. Surya Sen pasó varios meses escondido, siendo apresado el 17 de febrero de 1933. Fue posteriormente juzgado y sentenciado a muerte. Miembros de su partido trataron sin éxito de rescatarlo de la prisión. Surya Sen fue ahorcado el 8 de enero de 1934.

## Elecciones y la Resolución de Lahore
La Ley del Gobierno de la India de 1935 establecía tres objetivos; establecer una estructura federal, otorgar autonomía provincial y resguardar el derecho de las minorías a través de electorados separados. La estructura federal que pretendía unir los reinos independientes gobernados por príncipes y la India británica como centro de dicha federación no llegó a lograrse debido a las ambigüedades que contenía la ley en relación con los derechos de los príncipes. La autonomía provincial, sin embargo, si llevó a cabo en febrero de 1937, cuando se realizaron elecciones en donde el Partido del Congreso surgió como la principal fuerza política con una clara mayoría en cinco provincias y dominio en otras dos. La Liga Musulmana, por otra parte, no tuvo mucho éxito.
En 1939, el Virrey Lord Linlithgow declaró la entrada de India en la Segunda Guerra Mundial sin consultar a los gobiernos provinciales. En protesta, el Partido del Congreso mandó a todos sus seguidores a renunciar en sus posiciones del gobierno. Jinnah, el presidente de la Liga Musulmana persuadió a los participantes en su reunión anual en Lahore en 1940, en lo que se denominó la Resolución de Lahore, a que se demandara al gobierno británico la división de la India en dos naciones independientes, una musulmana y otra hindú. Si bien la idea de tal división había sido planteada desde 1930, ésta no había sido acogida con agrado. Sin embargo las crecientes hostilidades entre hindúes y musulmanes transformó la idea de Pakistán en una petición cada vez más fuerte.

## El clímax: la guerra y el movimiento de independencia
La entrada de la India en la Segunda Guerra Mundial tenía dividida a la población india, dado que dicha resolución no había sido consultada con los representantes elegidos por los indios, es decir los gobiernos provinciales. Algunos eran de la opinión de ayudar a la Gran Bretaña con la idea de lograr la independencia después de la guerra, mientras que otros alienados por el desprecio de los británicos por los derechos de los indios, no simpatizaban con la participación de la India en esa guerra.
Una de las voces que se opuso más enfáticamente a la entrada de India en la guerra fue Subhash Chandra Bose, quien había sido elegido presidente del Partido Nacional del Congreso en dos ocasiones, en 1937 y 1939. Al no pronunciarse el partido en contra de la participación de India en la guerra, optó por renunciar al partido y crear otro, el denominado Bloque de Avance de Toda la India. Prontamente fue puesto preso, pero en 1941 logró escapar, ayudando a los japoneses en su lucha contra Gran Bretaña.
En 1943, visitó Japón viajando en submarinos alemanes y japoneses. En Japón organizó el Ejército Nacional Indio (ENI) y estableció un gobierno en el exilio. Durante la guerra las islas de Andamán y Nicobar estuvieron bajo el control de este ejército. El ENI luchó contra los británicos en el norte de India, pero los indios pobremente entrenados y armados y sin real respaldo de los japoneses, fueron derrotados con millares de bajas. Los esfuerzos de este ejército cesaron con la rendición de los japoneses en 1945. Si bien no se tiene total certeza, parece ser que Subhash Chandra Bose murió en un accidente aéreo en agosto de 1945.
El Partido del Congreso que no había respaldado a Bose en el uso de la violencia, consideró a los que murieron en la guerra formando parte del ENI como mártires y a los sobrevivientes como héroes. El Partido estableció un fondo especial para atender a los sobrevivientes y a los familiares de los fallecidos en combate.
Hoy en día en India, Subhas Bose constituye un ejemplo para las nuevas generaciones de indios y los soldados del ENI son tratados con el mismo honor de aquellos que lucharon con Gandhi, si bien estos últimos nunca recurrieron a la lucha armada o a la violencia.

## Abandonen la India
El movimiento Bharat Chhodo Andolan es decir "Abandonen la India" fue la acción más organizada y definitiva para lograr la independencia a través de la desobediencia civil. Este movimiento fue iniciado por Mahatma Gandhi el 8 de agosto de 1942. A diferencia de las otras anteriores revueltas lideradas por Gandhi, ésta fue más controvertida pues la Gran Bretaña estaba envuelta en la Guerra Mundial y, por otra parte, el objetivo era la salida de los británicos de India.
El Partido del Congreso había tomado la iniciativa de apoyar a la Gran Bretaña en la Guerra mundial, pero tal apoyo fue rechazado cuando se pidió a cambio la independencia de India. El 14 de julio de 1942 el Partido Nacional del Congreso pasó una resolución pidiendo la total independencia de Gran Bretaña. La resolución acordaba que si los británicos no accedían a esta demanda el país se vería envuelto en una desobediencia general.
El 8 de agosto de 1942 la resolución de "Abandonen India" fue emitida en Bombay. En Gowalia Tank, Bombay, Gandhi indicó a los indios a seguir con el movimiento de desobediencia civil, de actuar como una nación independiente y de no obedecer las órdenes de los británicos. Los británicos alarmados por el avance japonés hacia la frontera de Birmania con la India, respondieron aprisionando a Gandhi en el palacio del Agha Khan en Pune. El Comité del Partido de Congreso también fue arrestado y puestos presos en el Fuerte de Ahmednagar. También disolvieron al partido. A raíz de estas medidas las protestas se multiplicaron por todo el país. Los trabajadores se declararon en huelga en masa. Sin embargo, no todas las manifestaciones fueron pacíficas; varias bombas estallaron, algunos edificios del gobierno fueron incendiados, la electricidad fue cortada y el transporte fue prácticamente paralizado.
Los británicos rápidamente respondieron con detenciones en masa. Más de 100 000 personas fueron detenidas y diversos manifestantes fueron apaleados en forma pública.
El liderazgo del Partido del Congreso fue incomunicado del resto del mundo casi tres años. La esposa de Gandhi, Kasturba, falleció cuando aquel estaba en prisión y su secretario Mahadev Desai, también murió a los pocos meses de su encarcelamiento. La salud de Gandhi, por otra parte, comenzó a deteriorarse. No obstante, Gandhi se mantuvo 21 días en huelga de hambre, demostrando una sobrehumana voluntad de continuar con la resistencia. Si bien Gandhi fue liberado en 1944 debido a su precario estado de salud, se mantuvo luchando tratando de lograr la liberación de todos los miembros del partido.
La guerra, por otra parte, había diezmado considerablemente los recursos económicos, políticos y militares del Imperio británico. Pero la resistencia de los indios fue un acto que logró romper la voluntad del gobierno británico. La India había dado demostraciones de que después de la guerra, la lucha por la independencia se intensificaría. Por otra parte, el pueblo y ejército británico no parecían muy dispuestos a respaldar el régimen de represión en la India, ni en otras colonias, particularmente cuando Gran Bretaña se veía debilitada por la guerra mundial. La independencia de la India era solo cuestión de tiempo.
A principios de 1946 todos los detenidos políticos habían sido liberados y los británicos adoptaron una política de negociación con el Partido Nacional del Congreso para la independencia de India, la cual se logró el 15 de agosto de 1947.
La victoria del Partido Laborista en las elecciones británicas de 1945 constituyó un cambio importante por cuanto se reafirmaron el mérito de las políticas tradicionales. Mientras que los británicos negociaban la transferencia del poder de la India, la Liga Musulmana renovaba sus demandas para la creación de Pakistán. Jinnah se oponía a compartir el poder con el Partido Nacional del Congreso y así lo expresó el 16 de agosto de 1946, lo cual ocasionó disturbios en diversas regiones del país. Más de 5000 personas murieron en los disturbios, principalmente hindúes. El 3 de junio de 1947, el vizconde Mountbatten, el último virrey de la India, anunció planes para la partición del país en una India secular y un Pakistán musulmán. Esto representaba dividir a la nación en una región al oeste, Pakistán, y otra al Este, Bangladés, ambas musulmanas, quedando India en el medio.
El 15 de agosto de 1947, la India se declaró independiente con grandes celebraciones al grito de "Jai Hind" o "Victoria para la India", siendo su primer ministro Jawaharlal Nehru. En el noroeste y nordeste de la India se fundó el estado de Pakistán. Gandhi no era partidario de la división de India y, por tanto, no participó en las celebraciones. Prontamente la partición de India trajo enfrentamientos violentos entre hindúes, musulmanes y sijs. La región de Cachemira al norte del subcontinente se convirtió en la fuente de controversia que originó la Primera guerra Indo-Pakistaní, la cual duró desde 1947 a 1949. Esta controversia todavía es fuente de enfrentamiento entre ambos países.
Tanto India como Pakistán fueron constituidos como dominios dentro del Imperio, otorgándoseles total autonomía, pero teniendo al Rey del Reino Unido como el titular jefe de Estado y un Gobernador General como representante del Rey. El primer ministro Nehru y el viceministro Sardar Vallabhbhai Patel invitaron a Lord Mountbatten para que continuara siendo el Gobernador General. En 1948 fue reemplazado por el veterano político del Partido del Congreso Chakravarti Rajgopalachari. Mientras que Muhammad Ali Jinnah se convirtió en el Gobernador General de Pakistán y Liaquat Ali Khan fue nombrado primer ministro. Las asambleas constituyentes de ambos dominios se convirtieron en sus órganos legislativos.
Un individuo surgió como figura importante en el tumultuoso nacimiento de esta gigantesca nación. Se trata de Sardar Vallabhbhai Patel. Como Ministro de Asuntos Internos tuvo que enfrentarse al problema de asentar a más de 10 millones de hindúes y sijs que emigraron del nuevo estado de Pakistán por la Partición de la India.
Adicionalmente, Patel fue el responsable de integrar 565 estados que no formaban parte de India cuando ésta fue declarada independiente, lo cual equivalía a la mitad del tamaño del país actual. No obstante, con admirable capacidad diplomática, Patel logró que 563 de dichos estados se unieran a la nueva nación, apelando al patriotismo de los príncipes y, en los casos más difíciles, indicando el riesgo que dichos principados corrían en una nación sedienta por unidad y democracia. Patel también estableció gobiernos democráticos en estos estados mientras se redactaba la nueva Constitución.
Patel, sin embargo, tuvo que recurrir a la fuerza para lograr que el estado de Hyderabad se anexara a la India. Su regente musulmán no accedía a tal anexo y amenazaba unirse a Pakistán. El 85% de la población era hindú y a pesar de ser mayoría estaba oprimida y totalmente fuera de las esferas del gobierno. Por otra parte, grupos terroristas musulmanes que respaldaban al regente, llamados los Razakars, atacaban frecuentemente pueblos de India. La amenaza que representaba la monarquía represiva de Hyderabad no podía ser tolerada por la nueva nación y Patel encargó al ejército indio la ocupación de este estado, lo cual se logró en septiembre de 1948 en la Operación Polo. El estado de Junagadh fue ocupado de manera similar en febrero del mismo año, cuando el regente musulmán trató de unirse a Pakistán, a pesar de la gran separación geográfica con dicha nación y el hecho que el 80% de la población era hindú.
La Asamblea Constituyente de India, presidida por el Dr. Rajendra Prasad comenzó a redactar la Constitución, la cual quedó oficialmente terminada el 26 de enero de 1949. El 26 de enero de 1950 se declaró la República de la India, siendo elegido el Dr. Prasad como su primer presidente. En esta fecha la India oficialmente se independizó del Imperio británico,[cita requerida] si bien optó por entrar en la Commonwealth.
Sin embargo la historia de India continuó registrando grandes tragedias. Mahatma Gandhi fue asesinado el 30 de enero de 1948 por un fanático hindú que erróneamente responsabilizaba a Gandhi de la división de India. La nación entera fue sacudida y millones de indios siguieron la caravana fúnebre de Gandhi. El mundo entero, incluyendo a la nación británica, expresaron su dolor por la muerte de este hombre. El 25 de diciembre de 1950, Sadar Wallabhbhai Patel falleció de un ataque cardiaco. Patel ya había sufrido un ataque previo en un atentado perpetrado contra su vida, apenas un mes después de la muerte de Gandhi.
En 1952 India llevó a cabo sus primeras elecciones generales, creando de esta manera la democracia más grande del mundo.[cita requerida]